# Justiça

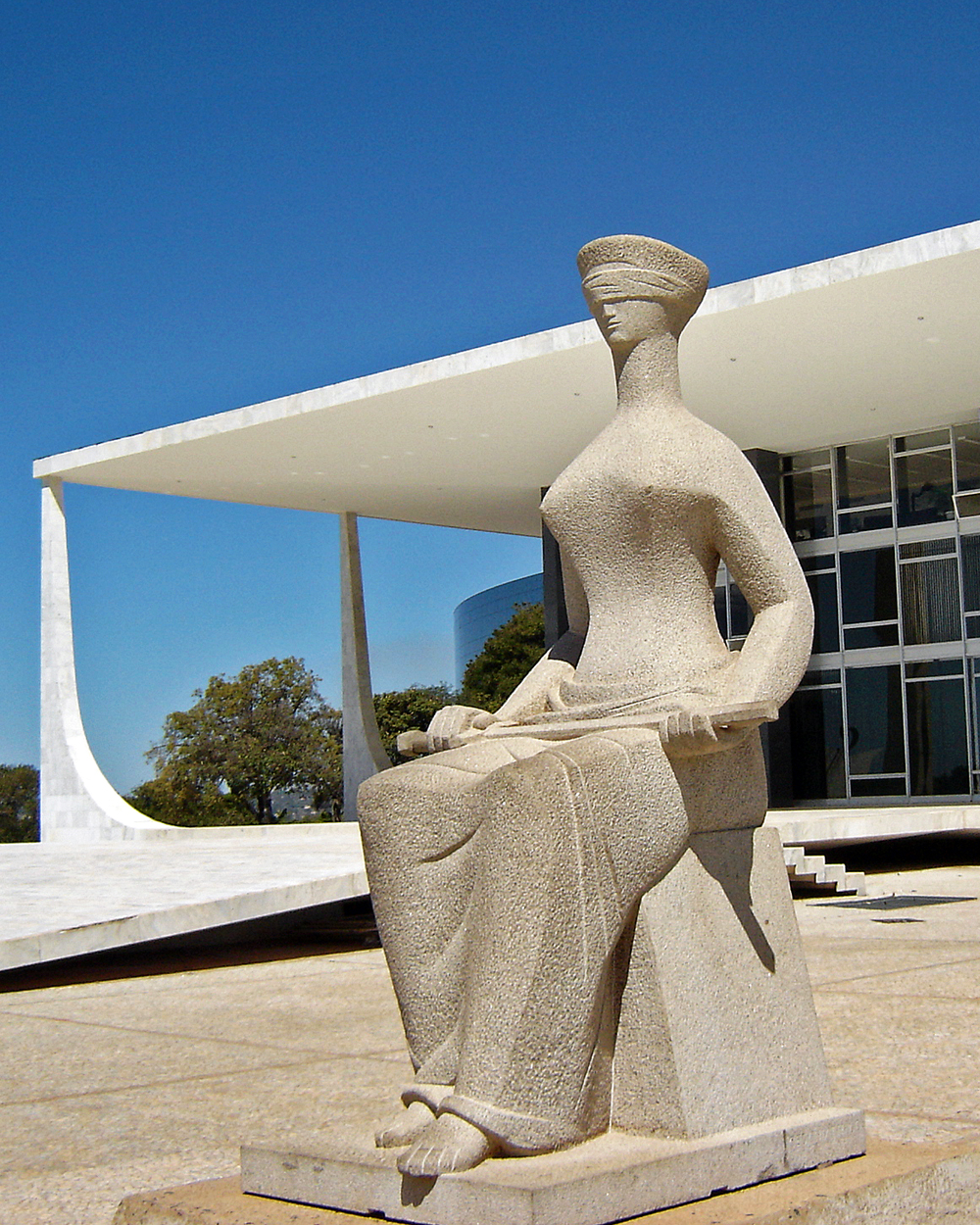
A Justiça, escultura de Alfredo Ceschiatti,em frente ao Supremo Tribunal Federal, em Brasília, no Brasil. Segue a tradição de representá-la com os olhos vendados, para demonstrar a sua imparcialidade, e com a espada, símbolo da força de que dispõe para impor o direito. Algumas representações da justiça possuem, também, uma balança, representando a ponderação dos interesses das partes em litígio.

Justiça é um conceito abstrato que se refere a um estado de interação social ideal onde há um equilíbrio, por si só, razoável e imparcial, entre os interesses, riquezas e oportunidades das pessoas envolvidas em determinado grupo social. Trata-se de um conceito presente no estudo do direito, filosofia, ética, moral e religião. As suas concepções e aplicações práticas variam de acordo com o contexto social em uma determinada região e a sua perspectiva interpretativa, sendo comumente alvo de controvérsias entre pensadores e estudiosos.
Num sentido mais amplo, pode ser considerado como um termo abstrato que designa o respeito pelo direito de terceiros, à aplicação ou reposição do seu direito por ser maior em virtude moral ou material. A justiça pode ser reconhecida através de mecanismos automáticos ou intuitivos nas relações sociais, bem como por mediação através dos tribunais e do Poder Judiciário.
Na Grécia Antiga, a justiça era representada por uma deusa, Témis e, mais tarde, Dice. Esta era representada de olhos abertos. Já na Roma Antiga, a Justiça (Iustitia) era representada por uma estátua com olhos vendados, cujos valores máximos seriam: "todos são iguais perante a lei" e "todos têm iguais garantias legais"; ou ainda, "todos têm direitos iguais". A justiça deve buscar a igualdade entre todas as pessoas.
Justiça também "é uma das quatro virtudes cardinais" e segundo a doutrina da Igreja Católica, consiste "na constante e firme vontade de dar aos outros o que lhes é devido" (CCIC, n. 381).

## Conceito de Justiça na História

### Grécia Antiga
Na Grécia Antiga se utilizava a expressão Dikaiosyne (Δικαιοσύνη) para representar a personificação de uma integridade moral relacionada ao Estado e aos governos.
Aristóteles definia justiça como sendo uma igualdade proporcional: tratamento igual entre os iguais e desigual entre os desiguais, na proporção da sua desigualdade. Aristóteles também reconhece que o conceito de justiça é impreciso, sendo muitas vezes definido a contrario sensu, de acordo com o que entendemos ser injusto – ou seja, reconhecemos com maior facilidade uma determinada situação injusta do que uma justa.
Platão reconhece a justiça como sinónimo de harmonia social, relacionando também esse conceito à ideia de que o justo é aquele que se comporta de acordo com a lei. Em sua obra A República, Platão defende que o conceito de justiça abrange tanto a dimensão individual quanto coletiva: a justiça é uma relação adequada e harmoniosa entre as partes beligerantes de uma mesma pessoa ou de uma comunidade. Platão associava a justiça aos valores morais.
Para Céfalo, a justiça consiste em dizer a verdade e devolver ao outro o que se lhe tomou.
“Não ludibriar ninguém nem mentir, mesmo involuntariamente, nem ficar a dever, sejam sacrifícios aos deuses, seja dinheiro a um homem, e depois partir para o além sem temer nada. Para isso a posse das riquezas contribui em alto grau.”
E após apontamentos feitos por Sócrates, acrescenta que só se pode dizer a verdade e entregar o pertence após uma análise da condição mental da pessoa.
“Como neste exemplo: se alguém recebesse armas de um amigo em perfeito juízo, e este, tomado de loucura, lhas reclamasse, toda a gente diria que não se lhe deviam entregar, e eu não seria justo ao restituir-lhas, nem tão pouco consentir em dizer toda a verdade a um homem neste estado.”
Para Polemarco, a justiça consistia em dar a cada um o que lhe é devido, em fazer o bem aos amigos e o mal aos inimigos. Já Trasímaco, com argumentos contrários a Sócrates, disse que a justiça é relativa e depende do interesse do mais forte, qual seja o que detém o poder. Algo que depende do interesse de quem governa.
A república é o verdadeiro esforço de Platão na busca por uma definição de justiça, trazendo consigo a ideia da superioridade da vida do Homem justo sobre o injusto. Utilizando o método da dialética para ensinar, debater e sobretudo chegar a uma definição clara, precisa e universal de justiça, Sócrates posiciona-se como um perguntador e por meio das perguntas averigua se há contradição entre o que o interlocutor diz e aquilo que tem como verdadeiro.
Diante dos diálogos, foram surgindo diversas posições e tipos de argumentações. Dentre os principais interlocutores, estavam Céfalo, Polemarco e Trasímaco.
Polemarco, num diálogo com Sócrates, assume a tese defendida por Simônides, afirmando que ‘’é justo devolver aquilo que devemos’’, ou seja, a justiça consistia em dar a cada um o que lhe é devido, em fazer o bem aos amigos e o mal aos inimigos. Porém, Sócrates contrapõe-se ironicamente a essa definição e utiliza um raciocínio em que a ação de fazer mal aos inimigos e bem aos amigos se baseia numa relação de amizade, logo, é a ação de um homem injusto, já que fazer o mal não é a ação do homem justo. Desta forma, Sócrates argumenta ser justo aquele que pratica a justiça independente daquele ser amigo ou inimigo. 
“Portanto, Polemarco, acontecerá que, para muitos, quantos errarem no seu juízo sobre os homens, será justo prejudicar os amigos, pois são maus aos teus olhos; e ajudar os inimigos, pois os têm por bons. E assim, afirmaremos exatamente o contrário do que fizemos dizer a Simónides.”
E Sócrates ainda afirma que de modo algum quer fazer mal a alguém que fosse justo.
“Portanto, se alguém disser que a justiça consiste em restituir a cada um aquilo que lhe é devido; e com isso quiser significar que um homem justo deve fazer o mal aos inimigos e bem aos amigos, quem assim falar não é sábio, porquanto não disse a verdade. Portanto, em caso algum nos pareceu que fosse justo fazer mal a alguém.”
Já Trasímaco entra no discurso com ar de quem estava enfurecido e atacando Sócrates, afirma: 
“porque vos mostrais tão simplórios, cedendo alternadamente o lugar um ao outro? Se na verdade queres saber o que é a justiça, não te limites a interrogar nem procures a celebridade a refutar quem te responde, reconhecendo que é mais fácil perguntar do que dar a réplica. Mas responde tu mesmo e diz o que entendes por justiça.”
Com argumentos contrários a Sócrates, diz que a Justiça é relativa, depende do interesse do mais forte. 
“Ouve então. Afirmo que a justiça não é outra coisa senão a conveniência do mais forte. (…).”
A Justiça será algo que depende do interesse de quem governa e que é justo cumprir as ordens dadas pelos governantes. 
“Certamente que cada governo estabelece leis de acordo com a sua conveniência: a democracia, leis democráticas; a monarquia, monárquicas, e os outros, da mesma maneira. Uma vez promulgadas essas leis, fazem saber que é justo para os governos aquilo que lhes convém, e castigam os transgressores, a título de que violaram a lei e cometeram uma injustiça. (…), o que convém aos poderes constituídos. Ora, estes é que detêm a força. De onde resulta, para quem pensar corretamente, que a justiça é a mesma em toda a parte: a conveniência do mais forte.”
Sócrates então aumenta o âmbito da discussão, na ideia de mostrar que justiça não se refere apenas ao utilitarismo, desfazendo as convicções de Trasímaco, até provar que tudo aquilo citado se tratava de opiniões individuais, sendo meras aparências e não possuindo caráter universal.
“(…) que concordaste que também é justo cometer atos prejudiciais aos governantes e aos mais poderosos, quando os governantes, involuntariamente, tomam determinações inconvenientes para eles, uma vez que declaras ser justo que súditos executem o que prescreveram os governantes. (…) não será forçoso que resulte daí a seguinte situação: que é justo fazer o contrário do que tu dizes? Pois não há dúvida que se prescreve aos mais fracos que façam o que é prejudicial ao mais fortes.”
Após análise dos diálogos, é possível perceber que Céfalo (falar a verdade), Polemarco (fazer o bem aos amigos e o mal aos inimigos) e Trasímaco (de que a Justiça é relativa, depende do interesse do mais forte) apresentam versões distintas de justiça, o que afasta a visão universal defendida por Sócrates (de que a justiça é virtude e sabedoria, e a injustiça é maldade e ignorância…), motivo pelo qual impossibilita o diálogo entre as partes, dificultando a formulação de um conceito de Justiça universal e aprovado por todos.
Ainda sobre as noções de justiça criticadas por Platão no livro I d'A República, pode-se acrescentar que:
Para Céfalo, o conceito de justiça é “Jamais enganar alguém ou mentir, ainda que inadvertidamente, nem ser devedor, quer de sacrifícios aos deuses, quer de dinheiro a uma pessoa, e depois falecer sem nada recear (…)”, Sócrates resume dizendo que é “falar a verdade e devolver ao outro o que lhe pertence.” É perceptível na concepção de Céfalo que a ideia de justiça é subjetiva, não podendo ter sua aplicação em uma escala universal.
Em segundo, Polemarco, filho de Céfalo que tentou sustentar o argumento do pai, afirma que a justiça “consiste em fazer bem aos amigos e mal aos inimigos.”  Seguindo esta linha de raciocínio, como pode a justiça estar ligada ao bem e ao mal de maneira tão subjetiva, cabendo a cada indivíduo decidir quem é bom e quem é mau, quem merece ou não receber ajuda, ou como citado no livro, aquele que merece ou não receber tratamento médico? Neste diálogo, Sócrates define que a justiça deve ser para todos. Dessa forma, não se pode dizer que algo é bom ou mau ao mesmo tempo. Se for bom, deve ser para todos e em qualquer circunstância.
A terceira perspectiva vem de Trasímaco, que entende que justiça é o interesse do mais forte. Para ilustrar o seu conceito, o filósofo utiliza como exemplo o Estado. Esta é uma instituição que detém o poder coercitivo sobre os cidadãos, fazendo com que o seu interesse prevaleça no meio social, podendo assim ser classificado como o suposto ser mais forte. É valido lembrar que Trasímaco viveu em um contexto caracterizado pelo auge da democracia grega e das Cidades-Estado (ou Pólis).
No diálogo, verificamos que Trasímaco apresenta a sua ideia de justiça de molde que ser justo é uma atitude de um indivíduo ingénuo e ser injusto, pelo contrário, é ser esperto e cuidadoso. Dessa maneira, Sócrates concluiu que a justiça somente traz satisfação, enquanto a injustiça não pode trazer benefícios, portanto jamais a injustiça será mais vantajosa do que a justiça.
Em geral, o que podemos perceber em ambas as perspectivas analisadas é que Sócrates rebateu os argumentos dos demais de forma a desconstruir os seus conceitos e, desta forma, fazendo-os repensar suas respostas, um método que até hoje é utilizado para desconstruir paradigmas impostos como dogmas.
Sendo assim, não existe um conceito universal de justiça. Observa-se que o que é justo para uns pode não ser justo para outros. Cada indivíduo, de acordo com suas experiências, desenvolve noções diferentes a respeito de temas diversos. Por exemplo: numa demanda judicial, o veredito final para aquele que conseguiu êxito na demanda considera-a justa, mas aquele que não teve os seus anseios atendidos reclama que a decisão foi injusta, lembrando que, para Platão, este exemplo não pode ilustrar o conceito de justiça, pois tem relação com a doutrina sofista.
Mediação
Aristóteles, no livro V da Ética a Nicómaco, fez um estudo acerca do que seria a justiça corretiva. Em sua concepção “a justiça corretiva seria o intermediário entre a perda e o ganho”. Observa-se que a justiça corretiva necessita da intervenção de uma terceira pessoa que será o responsável por decidir eventuais conflitos que surgem nas relações interpessoais. Portanto, a figura do juiz, na justiça corretiva, para Aristóteles é de extrema importância, pois esse passa a personificar o que seria justo.

Para Eduardo Bittar (2010, p. 135), a justiça corretiva visa o “restabelecimento do equilíbrio rompido entre os particulares: a igualdade aritmética”. Aristóteles (1987) aduz que “a lei considera apenas caráter distintivo do delito e trata as partes como iguais, se uma comete e a outra sofre injustiça, se uma é autora e a outra é a vítima do delito”.  Acrescenta também que “sendo essa espécie de injustiça uma desigualdade, o juiz procura igualá-la”, além disso, exemplifica o filósofo:
"Porque também no caso em que um recebeu o outro infligiu um ferimento, ou um matou e o outro foi morto, o sofrimento e a ação foram desigualmente distribuídos, mas o juiz procura igualá-los por meio da pena, tomando uma parte do ganho do acusado." (ARISTÓTELES, 1987)
Logo, para Aristóteles, “seja como for, uma vez estimado o dano, um é chamado de perda e o outro ganho”.
Assim, tem-se que na justiça corretiva o juiz tem um papel fundamental, pois ele será o mediador de todo o processo. Para o filósofo “recorrer ao juiz é recorrer à justiça, pois a natureza do juiz é ser uma espécie da justiça animada”. Logo, as pessoas recorrem ao juiz como um intermediário, aquele que irá resolver o conflito sendo justo para ambas as partes. Ensina Aristóteles que naquela época “em alguns Estados os juízes são chamados de mediadores, na convicção de que, se os litigantes conseguirem o meio termo, conseguirão o que é justo. O justo, pois, é um meio termo já que o juiz o é”.
Então, para Aristóteles, a mediação é uma característica essencial para o juiz, pois “o juiz estabelece a igualdade. É como se houvesse uma linha dividida em partes desiguais e ele retira a diferença pela qual o segmento maior excede a metade para acrescentá-la menor. E quando o todo foi igualmente dividido, os litigantes dizem que receberam 'o que lhes pertence' — isto é, receberam o que é igual”.
Portanto, o juiz tem um papel muito importante para Aristóteles, uma vez que faz a justiça, pois sendo o juiz um mediador, ou seja, um intermediário, ele deve resolver os litígios de forma justa para as partes. Logo, tem-se que o juiz é a justiça personificada.

### Idade Média
Dentro da teoria do Direito Natural, São Tomás de Aquino contextualizou a justiça como sendo a disposição constante da vontade em dar a cada um o que é seu — suum cuique tribuere — e classifica-a como comutativa, distributiva e legal, conforme se faça entre iguais, do soberano para os súditos e destes para com aqueles, respectivamente. Tomás de Aquino entende que não há um código incondicionado ou absoluto de uma justiça invariável, tendo em vista que a razão humana é variável — ainda que a vontade de buscar a justiça seja um perpétuo objetivo para o homem. Tomás de Aquino, ainda, aproxima muito o seu conceito da religião, ao argumentar que, se somente a vontade de Deus é perpétua e se justiça é uma perpétua vontade, então a justiça somente pode estar em Deus. Na Vulgata católica, o conceito de justiça aparece descrito mais do que qualquer outro tópico, repetindo-se aí mais de 200 vezes.

### Jus positivismo moderno
Hans Kelsen apresenta a justiça como sendo uma ideia irracional; por mais indispensável que seja para a ação dos homens, não se trata de um conceito sujeito à cognição. Kelsen enxerga a justiça como sendo um julgamento subjetivo de valor que não pode ser analisado cientificamente.
Para H. L. A. Hart, a ideia de justiça divide-se em duas partes: um aspecto uniforme ou constante, resumido no preceito de tratar da mesma maneira os casos semelhantes; e um critério mutável ou variável, usado para determinar quando, para uma dada finalidade, os casos são semelhantes ou diferentes. Assim, desde que todos os seres humanos de uma comunidade estejam ligados entre si por laços de igualdade, tem-se que nenhum deles poderá aproveitar-se de sua superioridade económica ou política para alcançar um fim em detrimento de seu semelhante.

## Teorias da Justiça
As principais teorias modernas sobre justiça revelam-se em duas grandes categorias: para uma primeira corrente, a ideia de justiça relaciona-se diretamente com a ideia de equidade (ou ainda, fairness, utilizando-se da expressão inglesa). Para uma segunda corrente, a ideia de justiça está mais ligada ao conceito de bem-estar (welfare). Cada uma dessas correntes comporta uma série de teorias diferentes, que se utilizam de distintas perspectivas para tratar do tema.

### Justiça como equidade

#### Perspectiva utilitarista
A perspectiva utilitarista do conceito de justiça foi desenvolvida por autores como John Stuart Mill, Henry Sidgwick e Jeremy Bentham, este último sendo um dos principais expoentes desse pensamento. Sendo uma teoria preponderantemente consequencialista, o utilitarismo define a utilidade social em termos de utilidades individuais, ou seja, define a função de utilidade de cada pessoa em termos de suas preferências individuais.
Bentham propunha que o princípio da utilidade (prazer/dor; felicidade/tristeza) deveria ser um norteador não só para as ações dos indivíduos, mas do próprio Estado, no tocante à nomogênese jurídica. Deste modo, entendendo os interesses da comunidade como a soma dos interesses de seus diversos membros, caberia aos governantes e legisladores propor leis e políticas públicas no sentido de gerar o máximo de felicidade para todos.
A relação da justiça com o utilitarismo reside no facto das regras morais da justiça estarem diretamente relacionadas ao que há de essencial na promoção da felicidade humana, sendo valores como a imparcialidade e a igualdade virtudes ou obrigações da justiça.

#### Perspectiva liberal de John Rawls
John Rawls foi um dos mais influentes teorizadores do conceito de justiça como equidade (fairness), através de sua obra Uma Teoria da Justiça, publicada em 1971.
Retomando a teoria do contrato social, Rawls propõe-se a imaginar uma situação hipotética e histórica similar ao estado de natureza (chamada de posição original), na qual determinados indivíduos escolheriam princípios de justiça. Tais indivíduos, concebidos como racionais e razoáveis, estariam ainda submetidos a um "véu de ignorância", ou seja, desconheceriam todas aquelas situações que lhes trariam vantagens ou desvantagens na vida social (classe social e status, educação, concepções de bem, características psicológicas, etc.). Desta forma, na posição original, todos compartilham de uma situação equitativa: são considerados livres e iguais.
Ao retomar a figura do contrato social como método, Rawls não tem como objetivo fundamentar a obediência ao Estado (como na tradição do contratualíssimo clássico de Thomas Hobbes, John Locke e Jean-Jacques Rousseau). Ligando-se à Immanuel Kant (construtivismo kantiano), a ideia do contrato é introduzida como recurso para fundamentar um processo de eleição de princípios de justiça, que são assim descritos por ele:
- Princípio da Liberdade: cada pessoa deve ter um direito igual ao mais abrangente sistema de liberdades básicas iguais que sejam compatíveis com um sistema de liberdade para as outras.
- Princípio da Igualdade: as desigualdades sociais e económicas devem ser ordenadas de tal modo que sejam ao mesmo tempo:
  - consideradas como vantajosas para todos dentro dos limites do razoável (princípio da diferença);
  - vinculadas à posições e cargos acessíveis a todos (princípio da igualdade de oportunidades).

Fiel à tradição liberal, Rawls considera o princípio da liberdade anterior e superior ao princípio da igualdade. Também, o princípio da igualdade de oportunidades é superior ao princípio da diferença. Em ambos os casos, existe uma ordem lexical. No entanto, ao unir estas duas concepções sob a ideia da justiça, sua teoria pode ser designada como "liberalismo igualitário", incorporando tanto as contribuições do liberalismo clássico quanto dos ideais igualitários da esquerda.
Tais princípios exercem o papel de critérios de julgamento sobre a justiça das instituições básicas da sociedade, que regulam a distribuição de direitos, deveres e demais bens sociais. Eles podem ser aplicados (em diferentes estágios) para o julgamento da constituição política, das leis ordinárias e das decisões dos tribunais. Rawls também esclareceu que as duas formas clássicas de capitalismo (de livre mercado ou de bem-estar social), bem como o socialismo estatal seriam "injustos". Apenas um "socialismo liberal" (com propriedade coletiva dos meios de produção) ou mesmo uma "democracia de proprietários" poderia satisfazer, concretamente, os seus ideais de justiça.

#### Perspectiva libertária (Hayek e Nozick)
Entre os principais críticos da perspectiva liberal adotada por Rawls, destacam-se as teorias defendidas pelo americano Robert Nozick e o austríaco Friederich Hayek, defensoras de uma perspectiva ainda mais libertária, baseadas na ideia de uma liberdade negativa como o princípio básico das ideias liberais, qual seja, a não interferência do Estado na vida privada (em especial, na esfera do mercado).
Hayek afirma que os desejos dos defensores da igualdade são tão irreconciliáveis com a liberdade quanto são as demandas mais estritamente igualitárias. Para Hayek, uma ordem social ideal ("A Grande Sociedade", como ele a designa) é uma ordem formada por homens livres que têm apenas a lei como regra de conduta. Estas regras têm a função de reger a sociedade no seu todo, além de serem também normas geradoras de ordem económica que, por sua vez, serão direcionadas ao bom desempenho do mercado. A justiça, tal como a sociedade, também é um produto da evolução dessas normas que conduzem à formação de normas de conduta justa e não uma evolução das concepções sociais de uma comunidade. Essa "justiça social", para Hayek, é uma miragem: não se pode acreditar que seja possível descobrir uma norma universal aplicável que possa resolver se uma situação é ou não justa.
Robert Nozick apresenta, também, uma tese voltada para a exaltação das liberdades de mercado e da limitação do papel do Estado na área social na forma de um Estado mínimo, opondo-se ao modelo redistributivo de Rawls. A sua visão de justiça parte do princípio de que todos os indivíduos têm direitos invioláveis; e que o Estado mínimo deve garantir a sua proteção através das funções restritas à proteção dos direitos fundamentais dos indivíduos, como a proteção contra a força, roubo, fraude e incumprimento de contratos.

#### Perspectiva comunitarista
Outra linha crítica da teoria de Rawls foi desenvolvida nos Estados Unidos no início da década de 1980 por académicos como Charles Taylor, Michael Walzer e Alsadair MacIntyre, possuindo, ainda, como um de seus principais expoentes, Michael J. Sandel, professor da Universidade de Harvard.
Esta visão passa a dar mais expressão a conceitos como cidadania e comunidade, numa rejeição da prioridade do direito e do justo sobre o bem. Em suas obras, Sandel rejeita a corrente utilitarista, por entender que esta trata a justiça como uma questão de cálculo e não de princípio. Ainda que Sandel reconheça que a visão rawlsiana supera esta visão, o professor argumenta que a visão liberal de Rawls tenta, equivocadamente, traduzir os bens humanos em uma única e uniforme medida de valor, sem considerar diferenças qualitativas entre esses valores. Para Sandel não se pode alcançar uma sociedade justa simplesmente maximizando a utilidade ou garantindo a liberdade de escolha. Desta forma, procura defender uma ética política voltada a virtudes cívicas de crítica e busca por soluções de dilemas morais.

### Justiça como bem-estar

#### Perspectiva igualitária de Ronald Dworkin
O jurista Ronald Dworkin também dedicou o seu pensamento a analisar o conceito de justiça e a obra de John Rawls, especialmente nos livros “A Virtude Soberana” e “Justiça para Porcos-Espinho”.
Duas ideias desempenham um papel vital na teoria desenvolvida por Dworkin: a ideia do "igual cuidado" (equal concern) e a ideia de responsabilidade especial (special responsibility). A primeira significa que a distribuição das riquezas sociais deve refletir nas escolhas das pessoas, de forma que uma distribuição idêntica das riquezas não se traduziria per se em uma distribuição justa. Já a ideia de responsabilidade implica que não seriam justificadas as desigualdades materiais que não pudessem ser atribuídas às escolhas das pessoas, assim como não se justificariam aquelas que decorressem de circunstâncias que se encontram fora do controlo das pessoas.
Ao defender uma concepção de igualdade de recursos, Dworkin parte do pressuposto de que as pessoas são responsáveis pelas escolhas que fazem nas suas vidas, mas essa premissa não é suficiente para prover a sua concepção de fundamentos sólidos. Por isso, Dworkin pressupõe também que os atributos naturais de inteligência e talento são moralmente arbitrários e por isso não devem surtir efeitos sobre a distribuição dos recursos na sociedade.
Uma vez que a igualdade se traduz nos recursos de que as pessoas dispõem para realizar suas escolhas e não no bem-estar que elas poderiam alcançar com estes recursos, os governos devem prover uma igualdade material para todos, tendo a obrigação política de tratar a vida de cada pessoa como tendo uma importância igual. A esta ideia, Dworkin denomina "justiça distributiva".

#### Perspectiva económica de Richard Posner
Em seu livro The Economics of Justice, Richard Posner utiliza o conceito de "maximização da riqueza" como base normativa para o conceito de justiça. Para Posner, a riqueza seria maximizada no momento em que os bens materiais e outras fontes de satisfação são distribuídos de modo que o seu valor agregado seja maximizado. Como caminhos para esta maximização, Posner aponta três categorias de direitos fundamentais que podem servir como facilitadoras: segurança pessoal, liberdade pessoal e propriedade privada.
O papel do Estado nesta perspectiva seria não só de distribuir riqueza, mas também criá-la através da criação de instituições e bens que possam prover benefícios à população. A concepção de justiça que decorre desta abordagem consiste em tomar a maximização da riqueza da sociedade como critério para avaliar a justiça de atos e instituições. Este critério permitiria conciliar, para Posner, as abordagens de utilidade, liberdade e equidade.

#### Perspectiva capacitária de Amartya Sen
Aluno de John Rawls, Amartya Sen desenvolveu uma extensa crítica e revisão das ideias básicas de Rawls. Para Sen, a justiça não deve ser avaliada em termos binários (se existe justiça ou não). Sen não apoia um ideal abstrato plenamente estabelecido de justiça para avaliar a adequação de diferentes instituições — motivo pelo qual Sen busca formular sua teoria tendo a desigualdade e a diversidade como alguns de seus principais pontos de partida.
Em sua teoria, Sen argumenta que uma igualdade sempre corresponderá a uma desigualdade; esta analogia não pode ser estendida à relação entre igualdade e liberdade. Partindo do estudo do fenómeno da desigualdade, Sen sugere uma perspectiva de análise baseada na "capacidade", cuja abordagem se distinguiria das perspectivas tradicionais de avaliação individual e social, as quais se baseiam comummente em variáveis como "bens primários" (como no caso de Rawls), "recursos" (como no caso de Dworkin) ou "renda real" (como no caso da maioria das análises de cunho económico).
De acordo com Sen, todas essas variáveis tradicionais consistem apenas em instrumentos para a realização do bem-estar e meios para a liberdade. Já a capacidade, ao contrário, implica a liberdade para buscar funcionamentos (parte dos elementos constitutivos do bem-estar e do estado de uma pessoa), além de desempenhar um papel direto no próprio bem-estar. Além disso, a capacidade concentra-se diretamente sobre a liberdade e não sobre os meios para realizá-la: ela é, assim, um "reflexo da liberdade substantiva". Neste sentido, a capacidade de uma determinada pessoa representa a sua liberdade de realizar bem-estar.

## Símbolos da Justiça

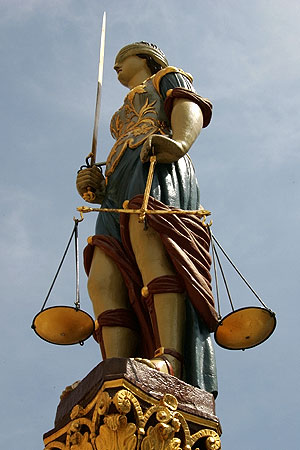
Estátua da Justiça, em Berna, onde são visíveis os aspectos que a devem caracterizar: cegueira, pois deve ser isenta e imparcial; balança, pois deve ter discernimento para avaliar as provas apresentadas; e espada, para exercer o poder de decisão.

Os símbolos da Justiça são imagens alegóricas que são utilizadas e difundidas como sua representação ou manifestação. São símbolos usuais da justiça: a espada, a balança e a deusa de olhos vendados.
- Espada - simboliza a força, coragem, ordem, regra e aquilo que a razão dita; e a coerção para alcançar tais determinações;
- Balança - simboliza a equidade, o equilíbrio, a ponderação e a igualdade das decisões aplicadas pela lei;
- Deusa de olhos vendados - usualmente uma imagem da deusa romana Iustitia, que corresponde à grega Dice, que significa o desejo de nivelar o tratamento jurídico de todos por igual, sem nenhuma distinção. Tem o propósito da imparcialidade e da objetividade. É a afirmação de que todos são iguais perante a lei; portanto, uma vez que seus olhos estão vendados, elucidam o disposto clara e evidentemente. Há que se dizer que a imagem original não comportava tal venda. No entanto, com a evolução da humanidade, por obra dos alemães, esta se faz presente até hoje;
- Deusa de olhos abertos e sem venda - pode ser interpretada como a necessidade de não deixar que nenhum pormenor, relevante para a aplicação da lei, seja desconsiderado e avaliar o julgamento de todos os ângulos.

O direito, sem a balança para pesá-lo, é força bruta e irracional. O direito, sem a espada para obrigar sua aplicação, é fraco. Da mesma forma, a ausência da venda nos olhos lhe retira a imparcialidade. Cada elemento deve completar o outro para que a justiça seja a mais justa possível.

### Justiça em pinturas

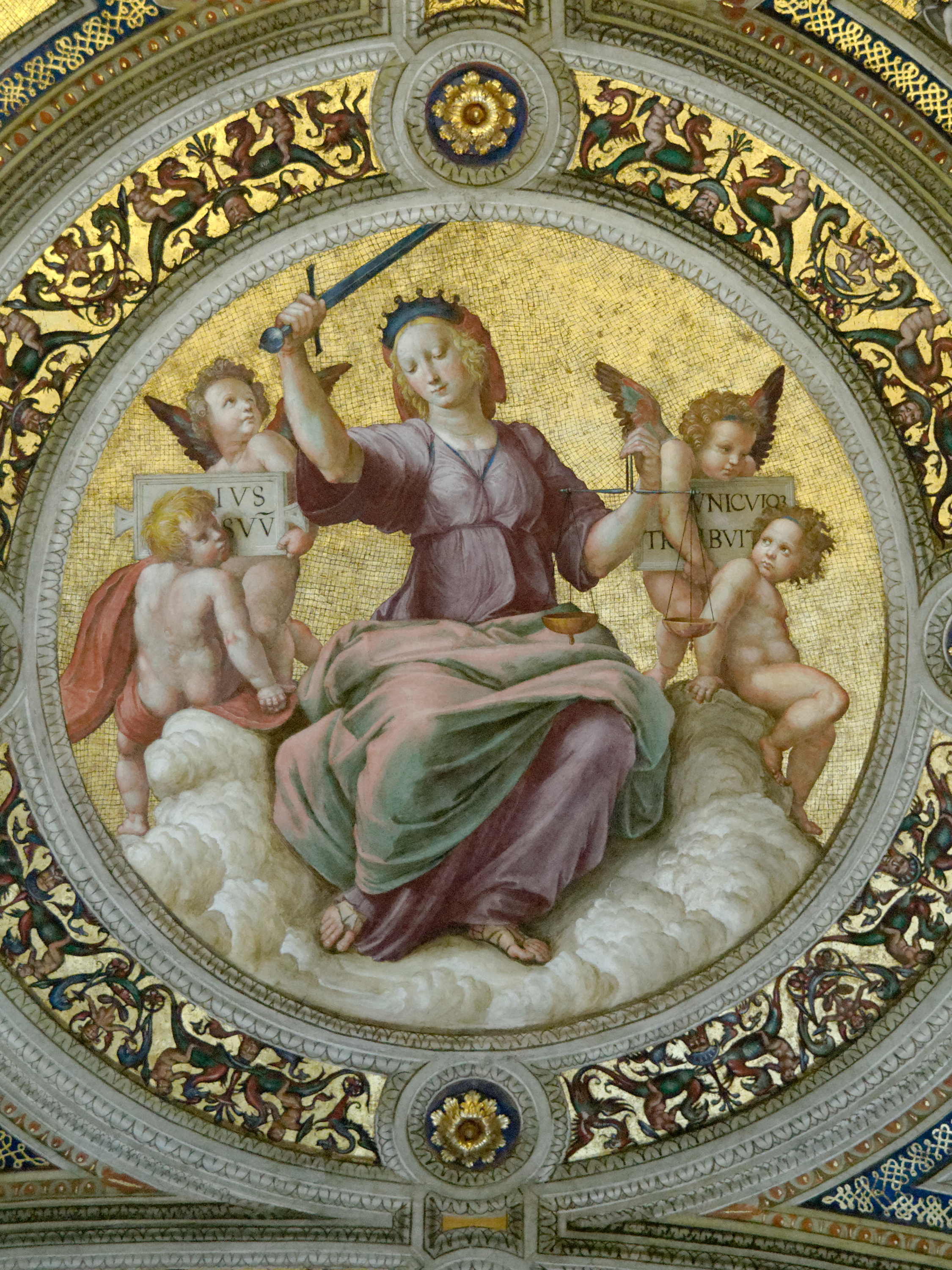
A Justiça (Rafael Sanzio, 1508)
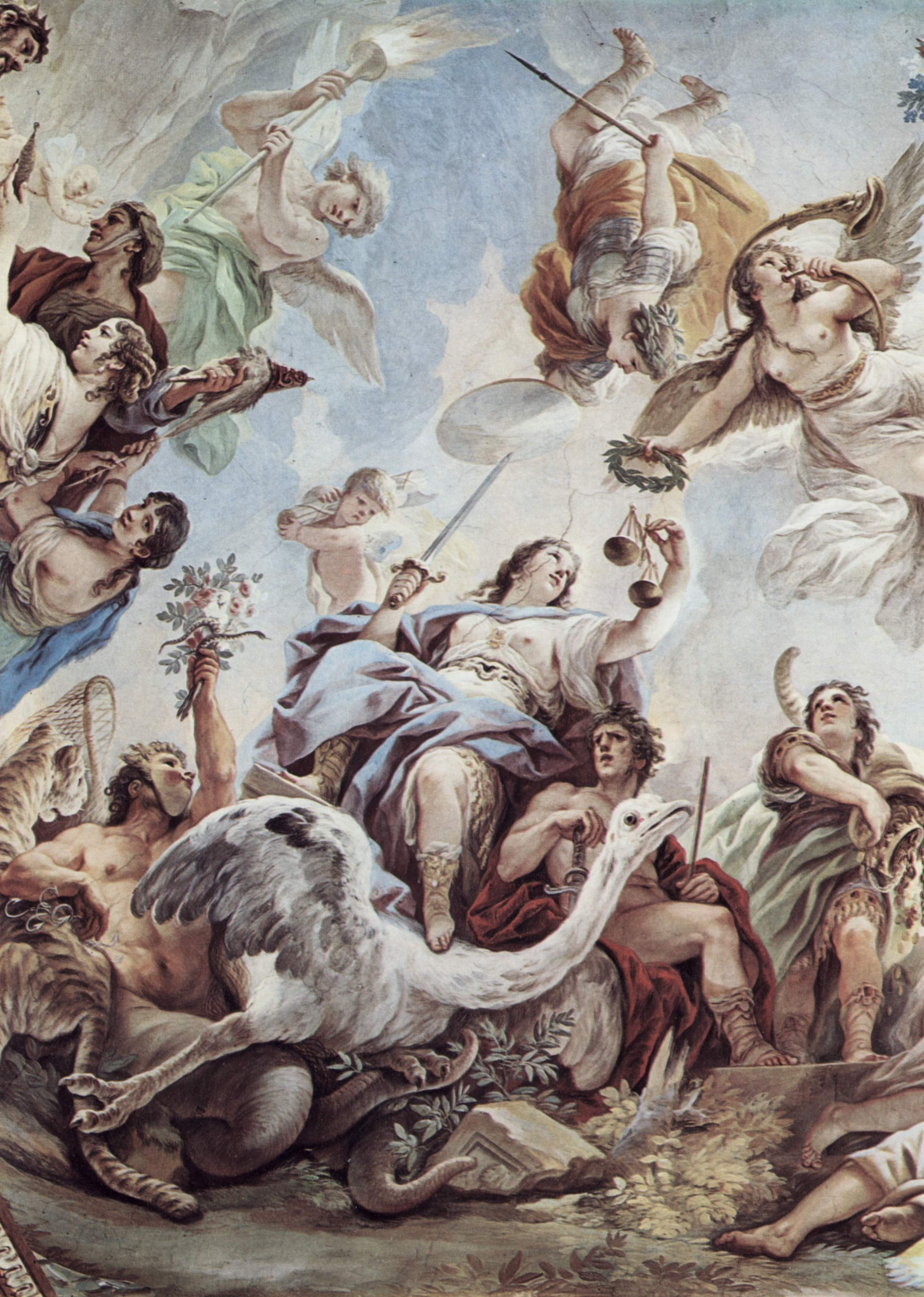
Luca Giordano, Palazzo Medici Riccardi, Florença, 1684-1686
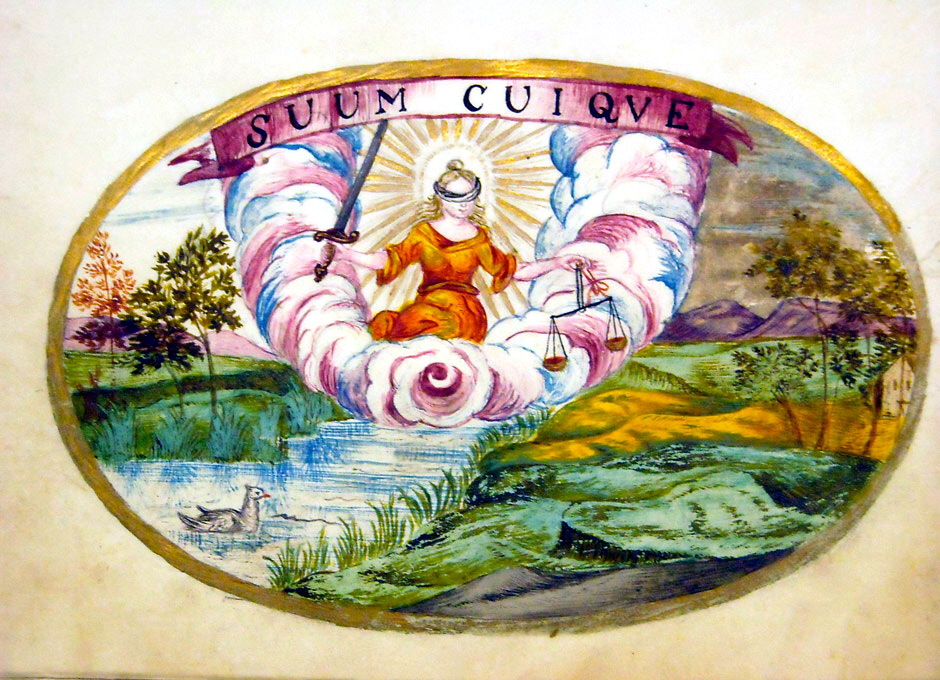
Suum Cuique (Jonas Deutschländer, 1726–1729)

### Justiça em esculturas

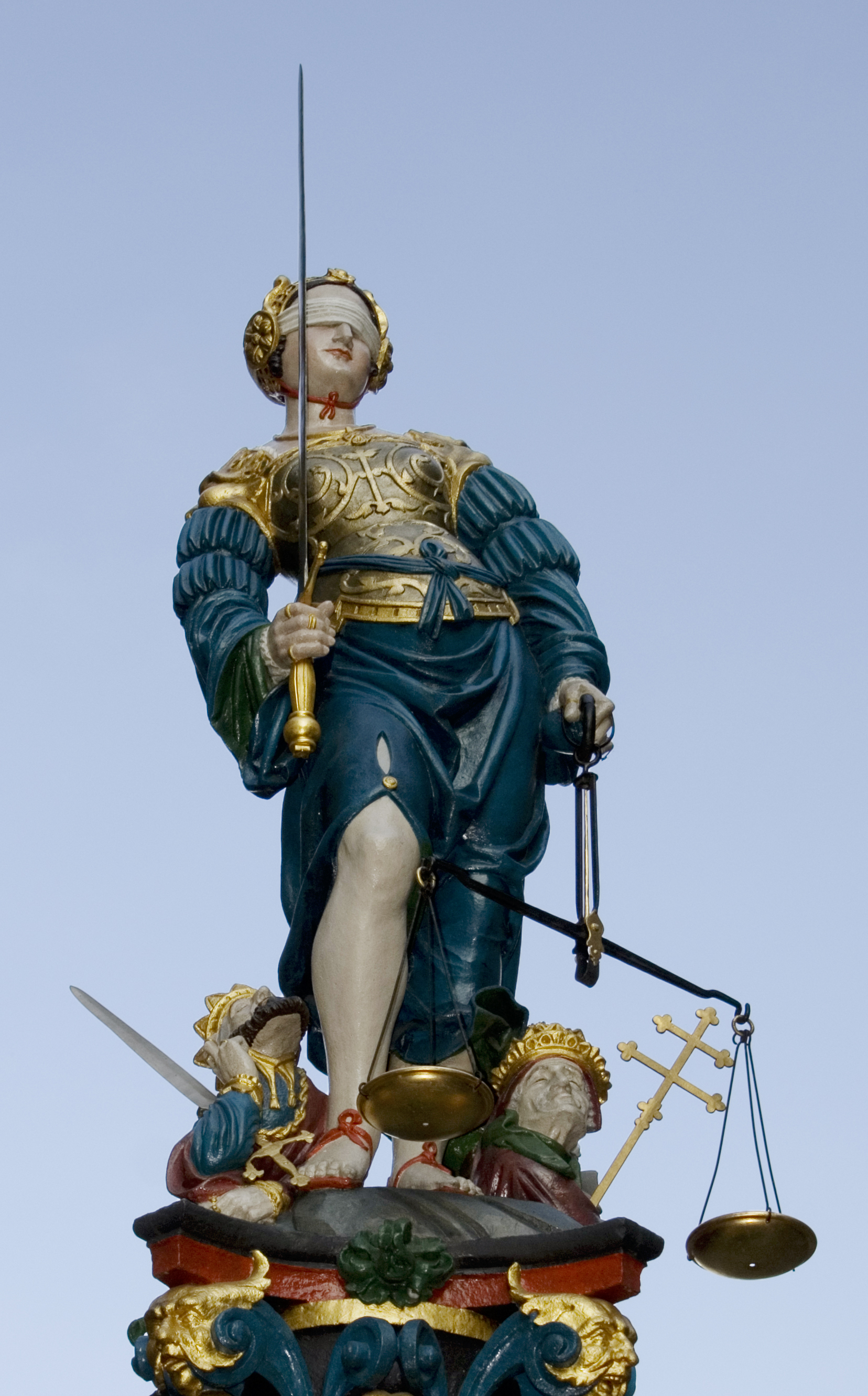
Senhora Justiça (1543), na Gerechtigkeitsbrunnen em Berna.
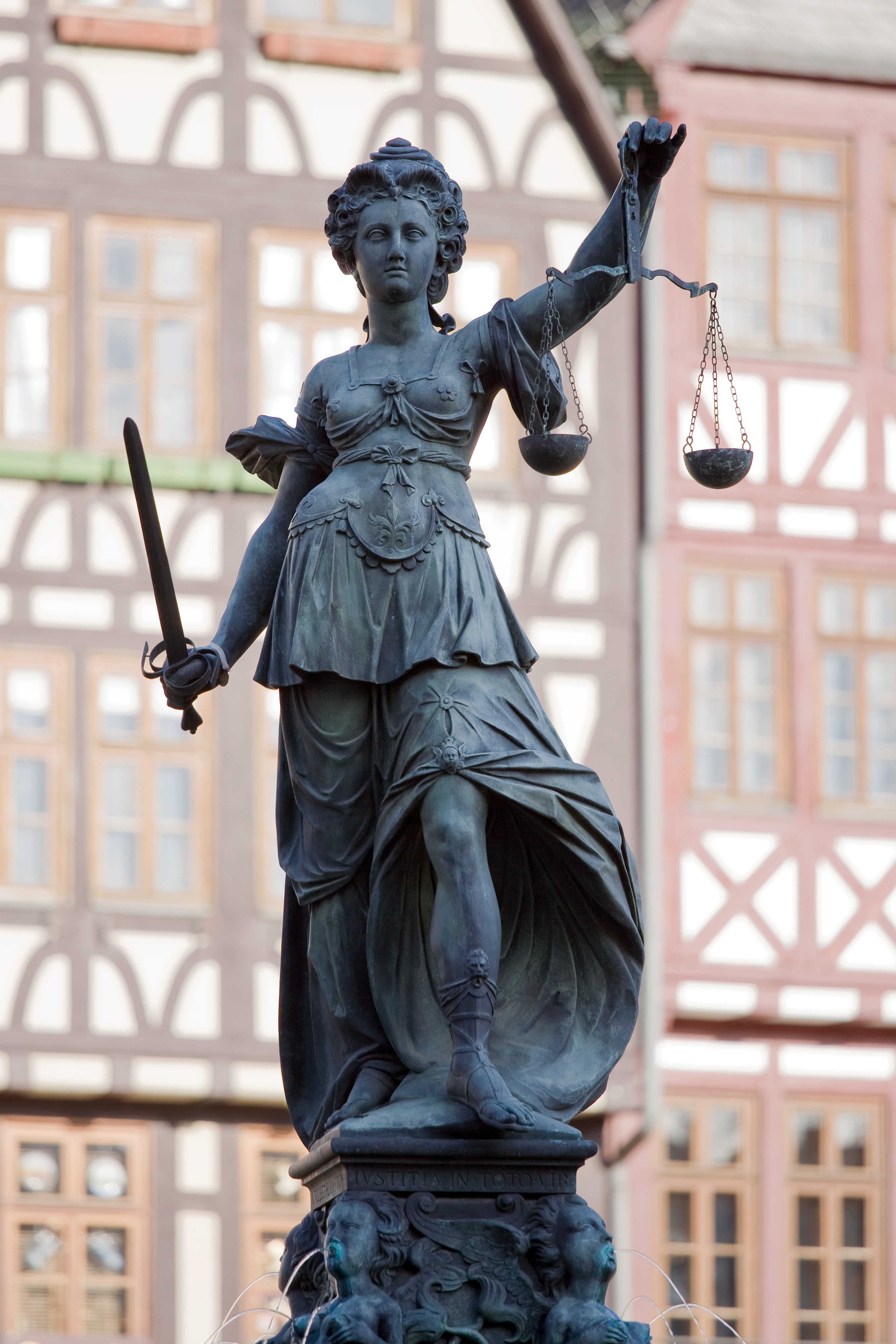
Senhora Justiça na Gerechtigkeitsbrunnen em Frankfurt
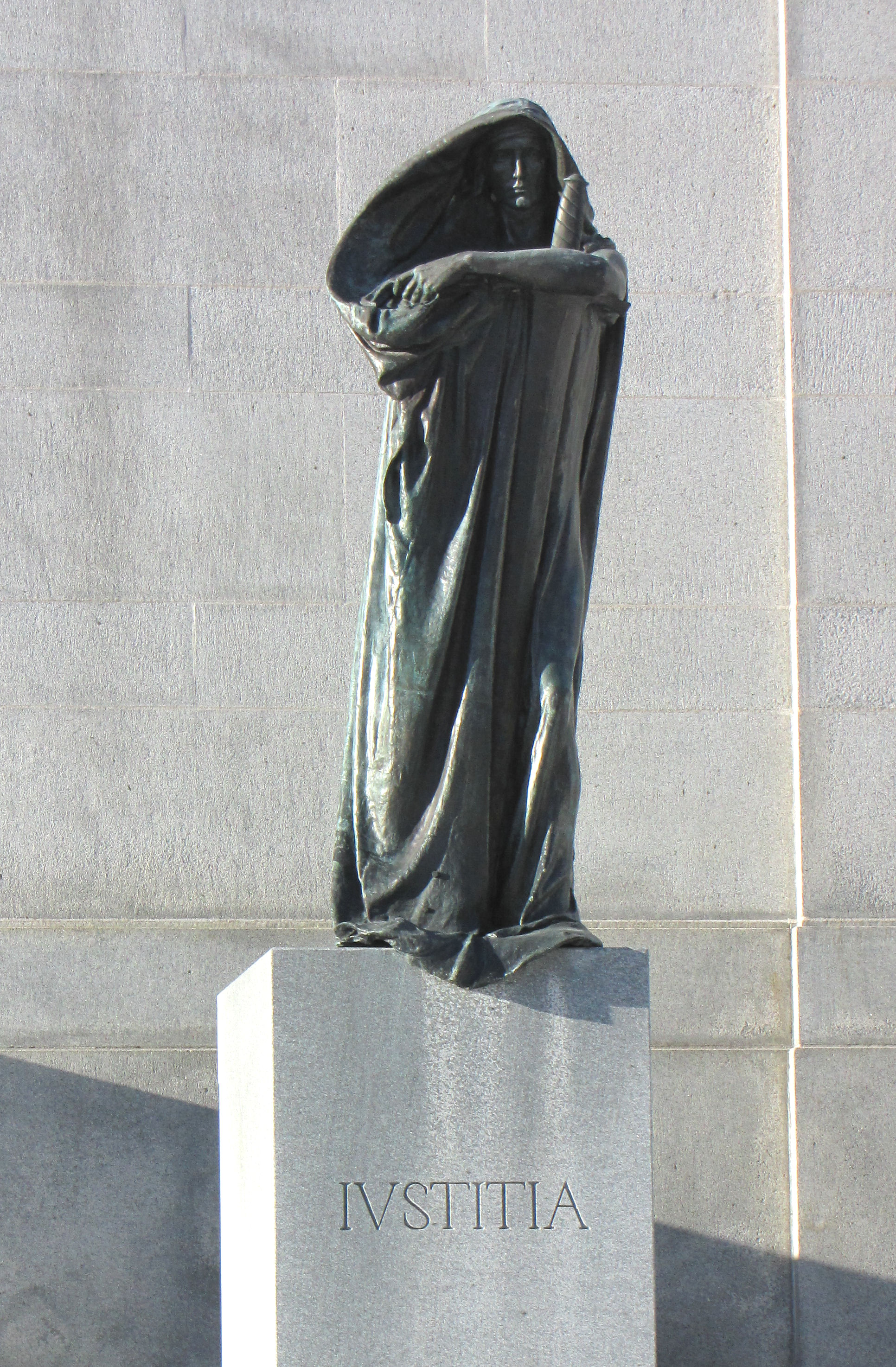
Justicia, exterior da Suprema Corte do Canadá
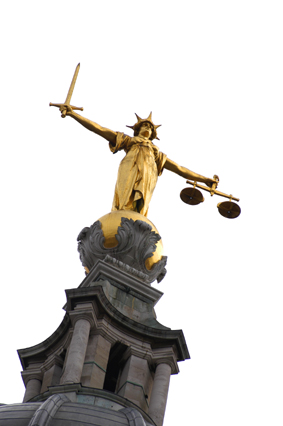
Old Bailey, Londres
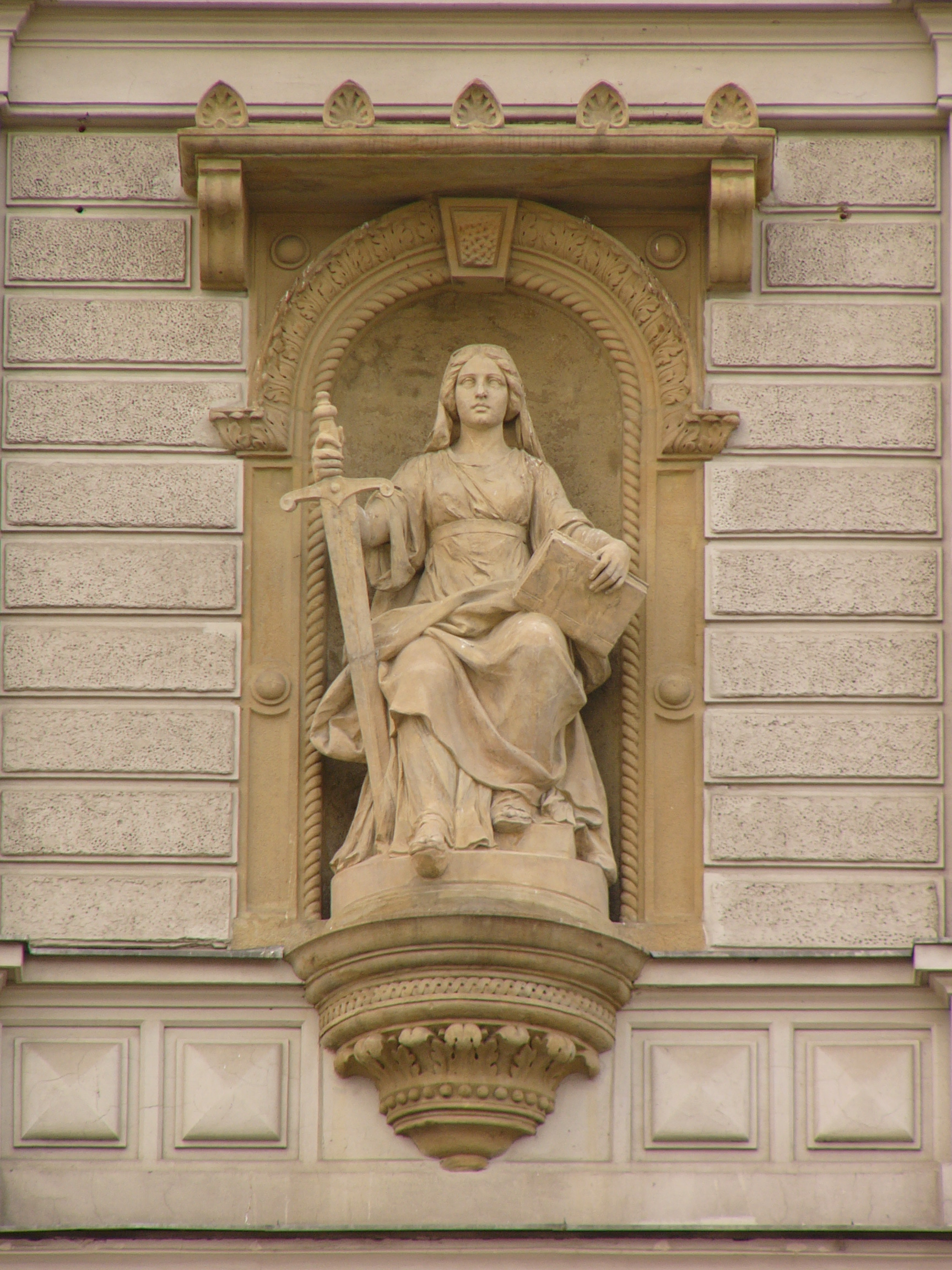
Poder da Lei em Olomouc, República Checa.
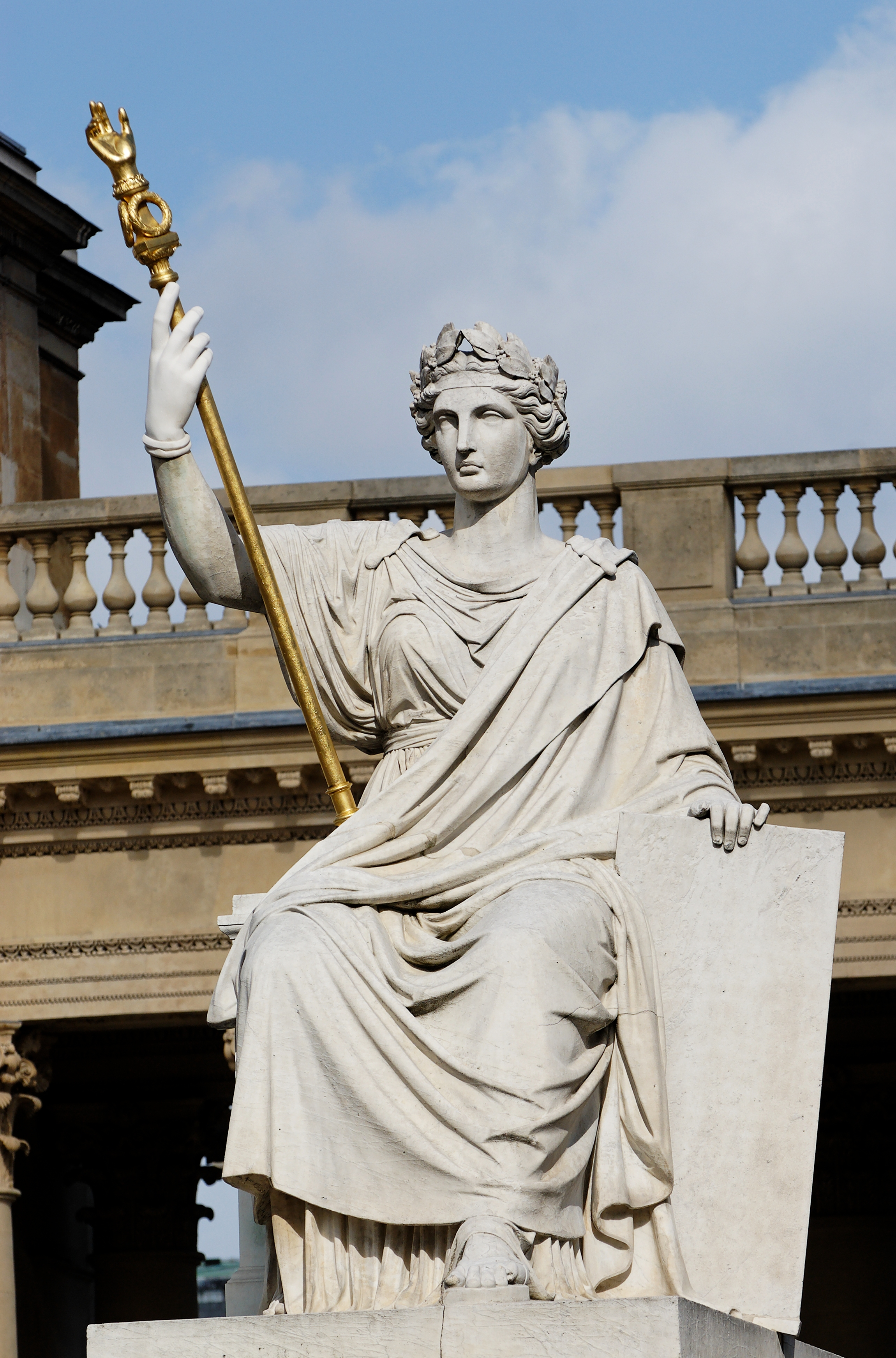
A Lei, por Jean Feuchère
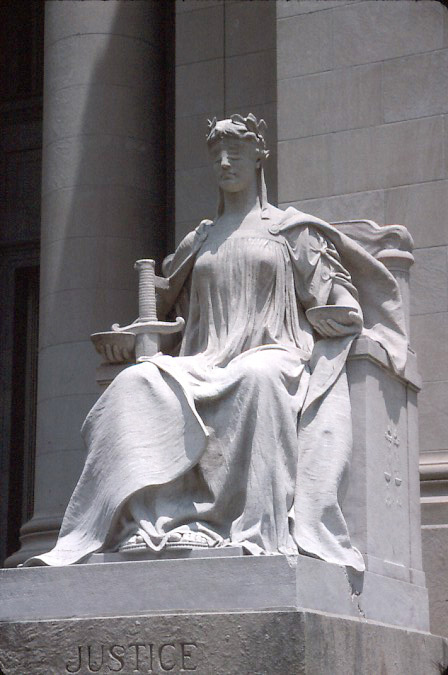
Shelby County Courthouse, Memphis, Estados Unidos
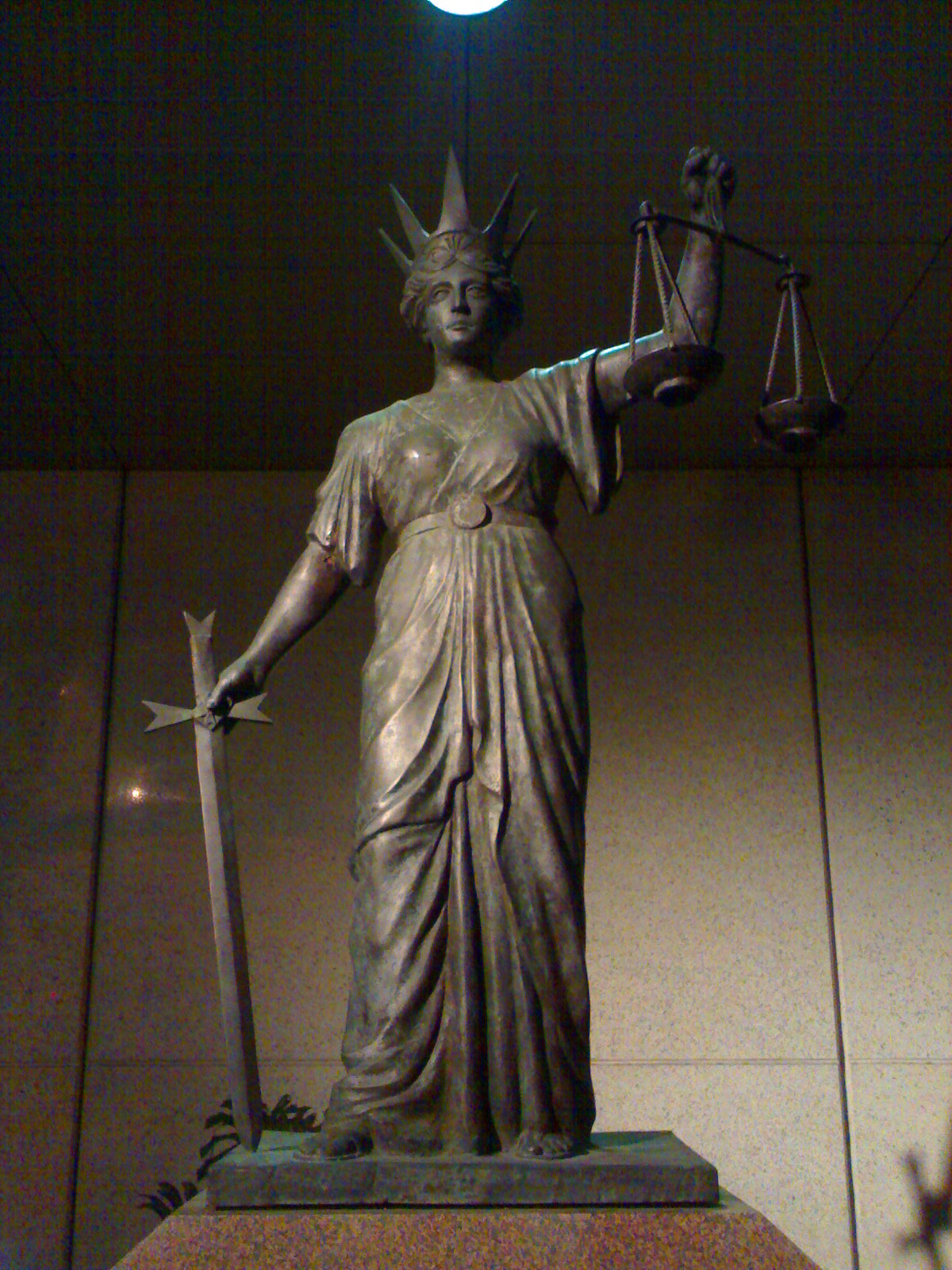
Austrália